# Trichomecyna fuscovittata
Trichomecyna fuscovittata là một loài bọ cánh cứng trong họ Cerambycidae.